# Halicreion aequicornis
Halicreion aequicornis är en kräftdjursart som beskrevs av Norman 1869. Halicreion aequicornis ingår i släktet Halicreion och familjen Oedicerotidae. Inga underarter finns listade i Catalogue of Life.